# Stephen James
Stephen James Hendry (Hammersmith, Londres; 4 desembre de 1990), conegut professionalment com a Stephen James, és un model britànic.

## Modelatge
James va començar a modelar després de ser fitxat a Barcelona per l'Elite Model Management el setembre del 2012. Ha treballat per a Calvin Klein, Takeshy Kurosawa, Philipp Plein, Diesel, XTI, GQ Alemanya, GQ Espanya, Adon Magazine, ASOS, Men's Health, EL PAÍS Semanal, Sik Silk i Windsor Smith. Ha estat, entre d'altres, a les agències Elite Model Management (París, Barcelona, Copenhaguen), Unsigned Group (Londres), I Love Models (Milà) i Wilhelmina Models (Nova York, Los Angeles). La carrera de James com a model ha reeixit d'ençà del final del 2012, sobretot a Europa, Amèrica del Nord, Austràlia i el Japó. És conegut per tenir nombrosos tatuatges i pírcings. El 2017 va modelar per a la col·lecció de productes skincare MDNA de Madonna.

## Vida personal
És l'amo d'Elijah, una barberia i saló de tatuatges situada al carrer de Trafalgar de Barcelona. Pròximament, obrirà una segona barberia al carrer Juan Carlos Fairmont de Barcelona, a més d'un gimnàs d'Elijah d'elit. Fa poc, James ha llançat la seva pròpia col·lecció d'higiene personal, que consisteix en xampú, condicionador, productes capil·lars, com ara argila, pasta, pólvora de volum, oli, i fins i tot oli per a la barba, tots productes emprats en la seva barberia.
Els pares de James són la Lisa i en John i té dues germanes: la Jessica i la Sarah.
James no és jueu, però els seus pares ho són. Té ascendència israeliana.

## Carrera futbolística

### Club
Migcampista, Hendry va formar part de l'equip juvenil del Brentford abans d'iniciar la carrera l'any 2008. Va anar a l'equip juvenil de l'AFC Wimbledon, i més tard al va participar en la lliga xipriota de futbol amb el club Nea Salamina Famagusta. El 18 de juliol de 2010, el club de la Superlliga de Grècia Asteras Tripolis va convocar Hendry en el seu equip de 28 jugadors per viatjar a Austràlia per la pretemporada, però finalment no el va contractar.

### Internacional
L'octubre del 2007, Hendry va ser convocat amb l'equip d'Escòcia sub-18 per a un torneig internacional quadrangular a França. Va fer el seu debut internacional entrant en lloc de Michael Graham després de 65 minuts del segon matx de la competició contra els amfitrions. Va ser titular en el matx final en contra els Estats Units, durant 71 minuts, en un empat 1–1, i fou substituït per Craig Connell. Va acabar la seva carrera internacional amb dues convocatòries.